# 라이브 음반
라이브 음반(Live音盤)은 연주한 것을 녹음한 음반이다. 노래는 특히 관중을 앞에 두고 연주된 노래를 말한다.
오버더빙이나 멀티 트래킹 없이 한 번에 녹음하는 것을 스튜디오에서 녹음하는 경우에도 "라이브"라고 한다. 그러나 "라이브 앨범"에 대한 일반적인 이해는 레코딩이 오버더빙되거나 다중 트랙된 경우에도 대중 청중이 있는 콘서트에서 녹음된 것이다. 콘서트 또는 무대 공연은 원격 녹음 기술을 사용하여 녹음된다. 앨범은 단일 콘서트에서 녹음하거나 여러 콘서트에서 녹음한 것을 결합할 수 있다. 여기에는 청중의 박수, 웃음 및 기타 소음, 작품 사이의 연주자의 독백, 즉흥 연주 등이 포함될 수 있다. (관객 사이에 배치된 마이크가 아닌) 무대 사운드 시스템에서 직접 멀티트랙 녹음을 사용할 수 있으며 녹음 품질을 향상시키기 위해 포스트 프로덕션 중에 추가 조작 및 효과를 사용할 수 있다.
주목할만한 초기 라이브 앨범으로는 1950년에 발매된 The Famous 1938 Carnegie Hall Jazz Concert인 베니 굿맨의 더블 앨범이 있다. 이 라이브 더블 앨범은 나중에 1970년대에 인기를 얻었다.
롤링 스톤의 역사상 가장 위대한 앨범 500개 중 18개 앨범이 라이브 앨범이었다.

## 같이 보기
- 정규 음반